# 肋挛角贝
肋挛角贝（学名：Dentalium octangulatum），中国大陆称作肋攣角貝，台湾称作稜象牙貝，是象牙贝目象牙贝科象牙贝属的一种。主要分布于韩国、中国大陆、台湾，常栖息在低潮区至100米。